# BEANO T-13
La granata BEANO T-13 era una bomba a mano sperimentale sviluppata dall'Office of Strategic Services (che divenne in seguito la CIA), con l'aiuto della Eastman Kodak Company, negli ultimi anni della Seconda guerra mondiale.

## Ideazione
La BEANO venne ideata con lo scopo di essere una bomba a mano con lo stesso peso e le dimensioni di una palla da baseball; i progettisti pensavano che avendo queste caratteristiche tutti i giovani maschi americani sarebbero stati in grado di lanciare la granata facilmente.

## Progetto
Il progetto finale della T-13 utilizzava un grilletto a pressione e un dispositivo di armamento in volo. La granata era progettata per essere lanciata come una palla da baseball, e, come tale, era tenuta con due dita su un "cappuccio a farfalla" appesantito e dotato di godronatura e la spoletta venne rimossa. Una volta lanciata, il cappuccio si staccava dal corpo della granata e un filo di nylon si srotolava fino a che una spoletta secondaria, attaccata all'altra estremità del filo, veniva estratta armando la granata, che sarebbe esplosa una volta impattata una superficie.
Il progetto originale aveva un peso di 5,5 oz (155,92 g), ma venne ritenuto troppo leggero e il peso venne aumentato a 12 oz (340,19 g).

## Uso
La T-13 venne approvata per l'uso sul campo e diverse migliaia (prodotte dalla Eastman Kodak Corporation) vennero inviate in Europa. Venne utilizzata in quantità limitata durante l'invasione della Normandia, ma si suppone che abbia ferito più soldati americani che nemici a causa della detonazione prematura.